# مایسترو

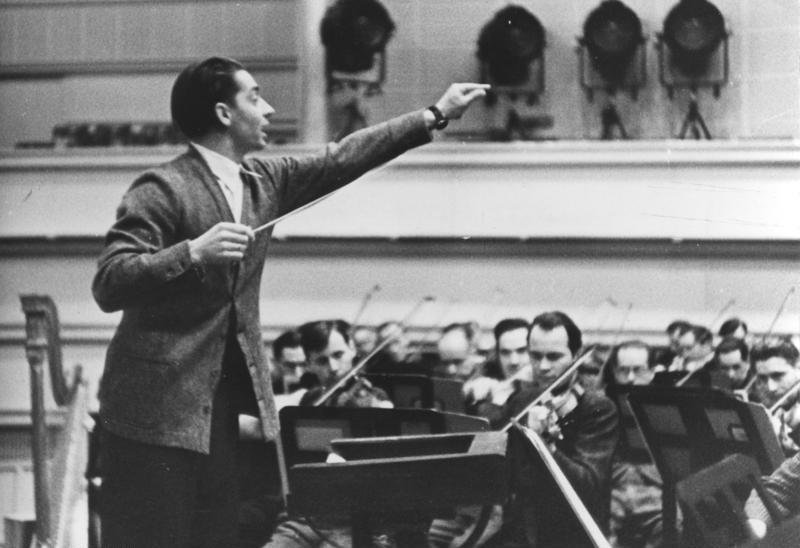
رهبر ارکستر مرد، مائسترو هربرت فون کارایان در سال ۱۹۴۱

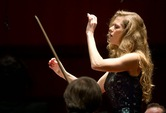
رهبر ارکستر زن، مائسترا باربارا هانیگان

مایسترو (انگلیسی: Maestro; ‎/ˈmaɪstroʊ/‎; برگرفته از واژه ایتالیایی مائسترو (maestro; [maˈestro; maˈɛstro], به معنای «master» یا «teacher») یک عنوان افتخاری در موسیقی برای احترام است (حالت جمع: maestros و maestri). این اصطلاح معمولاً بیشتر در زمینه موسیقی کلاسیک غربی و اپرا در راستای اصطلاح‌های موزیکال ایتالیایی متداول به کار می‌رود.

## برای مطالعهٔ بیشتر
- Lebrecht, Norman (1 January 2001) [First published 1991]. The Maestro Myth: Great Conductors in Pursuit of Power (2nd revised ed.). Citadel Press. ISBN 0-8065-2088-4.
- Kennedy, Michael (2006), The Oxford Dictionary of Music, 985 pages, شابک ‎۰−۱۹−۸۶۱۴۵۹−۴
- Warrack, John; West, Ewan (15 October 1992). The Oxford Dictionary of Opera. Oxford University Press, USA. ISBN 0-19-869164-5.